# ثعبان أرقم بيتي
ثعبان أرقم بيتي (بالإنجليزية: egg-eating snake) (باللاتينية: Dasypeltis scabra) .